# Cinq poèmes précieux
Cinq poèmes précieux est un ensemble de mélodies composé par Georges Dandelot entre 1942 et 1944 sur des poèmes de quatre auteurs du XVIe siècle au XXe siècle, de Philippe Desportes à Guillaume Apollinaire.

## Présentation
Les poèmes sont extraits de divers recueils :
1. Villanelle : « Rosette, pour un peu d'absence » (Philippe Desportes)
2. Clotilde : « L'anémone et l'ancolie » (Guillaume Apollinaire)
3. Les yeux (Isaac de Benserade)
4. Climène : « Crois mon conseil, chère Climène[1] » (extrait du Promenoir des deux amants de Tristan L'Hermite[2])
5. Le Pont Mirabeau : « Sous le pont Mirabeau coule la Seine » (extrait des Alcools de Guillaume Apollinaire)